# 浦田健次郎
浦田 健次郎（うらた けんじろう、1941年12月15日 - 2023年）は、日本の作曲家。東京都出身。

## 概要
1964年東京芸術大学音楽学部器楽科（トロンボーン専攻）卒業。1969年同大作曲科卒業、1973年同大大学院修士課程修了。1975年より東京芸術大学音楽学部作曲科にて指導にあたり、2009年3月定年により退官。1969年、日本吹奏楽指導者協会作曲賞受賞。。

## 作品

### 管弦楽
- 祝典のための音楽（1968年）
- 弦楽による3章（1971年）
- 交響曲（1981年）
- シェーナ（1987年）
- オーケストラによるレクイエム（1989年）
- 二胡協奏曲（1994年）
- アンティフォン（1998年）
- 北穂に寄せて（2007年）

### 室内楽・器楽
- アルトサクソフォンとピアノのためのソナタ（1966年）
- トートロジィNo.1（1967年）
- メタプラズム I（1969年）
- サクソフォン四重奏のための3つの小品（1969年）
- メタプラズム II（1971年）
- メロス I（1972年）
- オーボエとハープのための「メタプラズム IV」（1973年）
- ピアノのためのパッサカリア（1974年）
- 2人のトランペット奏者のためのジャン－ドゥン（1975年）
- メロス II（1976年）
- オーボエのためのモノローグ（1977年）
- インテルメッツォ（1978年）
- 篠笛と十七絃のための「碧潭第一番」（1982年）
- こどものためのピアノ曲集「マザーグースによる25のうた」（1984年）
- アリオーソ（1985年）
- メロス III（1990年）
- 尺八、細棹三味線、箏のための「碧潭第四番」（1990年）
- 五段変容（1995年）
- デュオ II（1995年）
- デュオ I（1996年）
- 箏のための「碧潭第七番」（1996年）
- ブリッジ（1999年）

### 吹奏楽
- メタモルフォージス (1969年)　1969年第2回JBA作曲賞自由形式 作曲賞。
- プレリュード (1979年)　全日本吹奏楽コンクール1979年度課題曲。
- メタプラズム III (1971年)
- バラード・フォー・バンド (1983年)
- シンフォニックバンドのためのオード (1983年)
- マーチ オーパス・ワン (1984年)　全日本吹奏楽コンクール1984年度課題曲。
- シンフォニックバンドのための交響的3章 (1985年)
- セリオーソ (2008年)　全日本吹奏楽コンクール2008年度課題曲III
- ニュー・サウンズ・イン・ブラスシリーズの初期の時代に、数曲編曲を手掛けている。

### オペラ
- 釘－トントコトン物語（台本：中村栄 原作：東海林さだお 戯曲：飯沢匡）[3]

### 声楽
- アルトとピアノのための「誄歌」（1969年）
- 無伴奏混声合唱のための「月光・日光」（1981年）
- 八木重吉の詩による六つのうた（1992年）

## リンク
- BCA - 浦田健次郎
- 浦田健次郎 Salidaインタビュー